# Борисо-Глебська церква (Водяне)

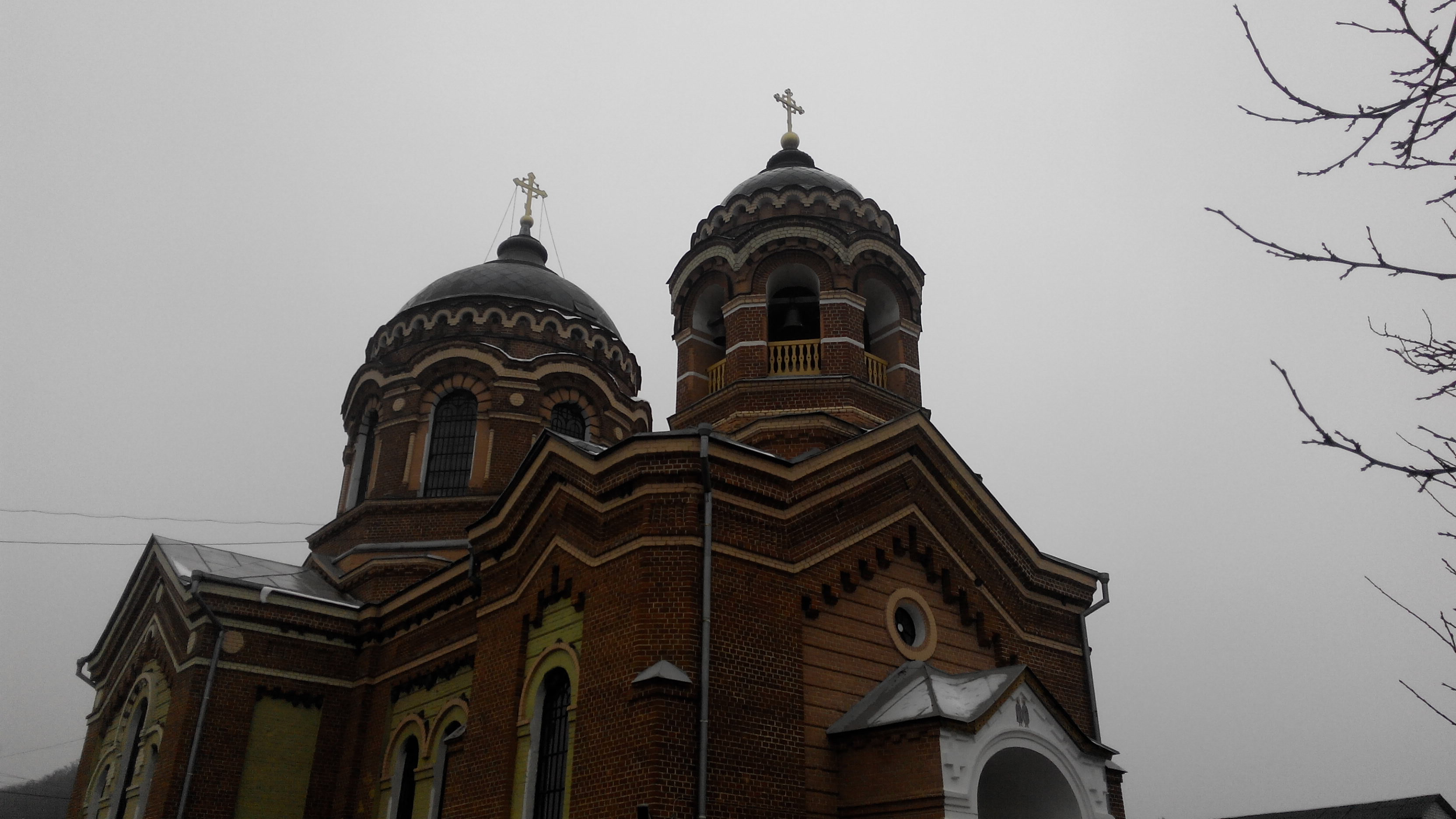
Купол храму

Борисо-Глебська церква — православний храм Ізюмської єпархії в селі Водяне, Зміївський район, Харківська область; на території Борисо-Глібського монастирю.

## Історія
Храм було побудовано в 1905 р. на місці старої дерев'яної церкви побудованої в 1700 (1711) році.
У 1819 році церква була перенесена на нове місце, де й знаходиться існуючий в наш час храм. Стара дерев’яна церква знаходилася в кінці села, в стороні села Борова. Нове місце побудови храму було вибрано в зв’язку з тим, що воно було мальовничо розташовано між річкою Уда, та Зміївими валами. Під час побудови автостради Харків-Зміїв (1961 рік), вали були частково зриті, в наш час храм стоїть коло самого краю автостради. 
Побудовою нового храму керував приходський священик Федір Миколаєвський. Побудовано храм було на кошти громади, велику роль в цьому прийняли почесний громадянин Костянтин Лавров, професор Г. Кочубей. Також в банку були покладені кошти в 3000 карбованців, для згадування в Борисо-Глібському храмі Павла Смородова. Храм було побудовано за проектом В. Х. Немкіна (1857-1908), який був єпархіальним архітектором харківської єпархії. Основою проекту  був Свято-Озерянський храм у Харкові. Для зведення храму, був побудований цегляний завод на землях поміщика Кочубея. Саме з цієї цегли, з місцевої темно-червоної глини побудували новий храм. Розпис храму був зроблений Федором Рубаном.
У 1932 році храм був закритий, останнім священиком був священик Афанасій. Церковні скарби були розграблені, дзвони були вивезені. Великий дзвін храму, впавши з дзвіниці, розбився, але й його частини були завантажені й вивезені з села.
У 1942-1943 роках під час Німецько-радянської війни, незважаючи на розташування в селі військовиків дивізії СС, храм знову на деякий час став діючим. В Борисо-Глібському храмі проводив служби боровський священик Омелян. 
У 1943 році після звільнення  села радянськими військовими храм було остаточно закрито. Приміщення колишнього храму використовувалося як зерносховище, склад будматеріалів, а потім й склад добрив.
У 1961 році було побудовано автостраду з’єднавши Харків та Зміїв, були проведені будівельні роботи, зриті частково вали (Зміїві вали) які протягом 23 км йдуть вздовж річки Уда. На щастя храм уцілів, але опинився рядом з дорогою, що знищило його старе усамітнення та споплюжело красиві краєвиди. 
У 1983 році голова виконкому Харківської обласної Ради народних депутатів Бездітко А.П. наказує голові виконкому Зміївської районної Ради народних депутатів Белашову П.І. зруйнувати  храм. Наказ було передано для виконання директору колгоспу «Третій Вирішальний» В.П. Грещуку, який відмовився виконувати наказ керівництва. За його словами, за легендою, якщо храм буде зруйновано, то річка вийде з берегів, та затопить навколишні села. Як це не дивно, але наказ о руйнуванні храму було скасовано. Храм далі використовувався як склад, для розташованої біля нього крамниці.  
У 1991 році зроблено спробу відновлення храму. Мешканці села написали лист до митрополита Никодима, з проханням надати в їх приход до відправлення богослужіння священика Боровського храму Різдва Христова Олександра (Танашкина). Почалося відновлення храму після багаторічного запустіння. Відновлювання храму затягнулося не на один рік і тривало при інших приходських священиках. Розпис храму робив харківський художник Масема Миколай Григорович.
У 1995—1996 р. першим настоятелем відновленого храму, ієромонахом Севастіаном (Щербаковим), проводились відновлювальні та реставраційні роботи. Храм був знову відкритий. Починається забудова монастирських будівель, сам монастир названо, згідно з назвою храму.
У 1997 році, храм став центром новозаснованого жіночого монастирю.

## Священики
- з 1881-1914 Федір Васильович Миколаєвський. Нагороди: скуфія (1900), камилавка (1905), медаль в пам’ять Олександра ІІІ 1881-1894[2]
- 1914-1917-? Микола Павлович Ізмайлов [3] [4]
- 1932-1942 роки. Храм за призначенням не використовувався
- 1942-1943 Омелян. Боровський священик. Вів службу також в Борисо-Глібському храмі під час німецької окупації
- 1943-1991 роки. Храм за призначенням не використовувався
- 1991-1993 Олександр (Танашкин) – Протопіп. Священик Боровського храму Різдва Христова. Також завідував Борисо-Глібським храмом
- 1993 Георгій (Луженцев) – Протопіп. Мав постійний приход в м. Зміїв
- 1994 Віталій (Головко)
- 1995-2001 Севастіан (Щербаков) – Ігумен. Перший настоятель відновленого храму. Духовний пастир Борисо-Глібського жіночого монастирю (з 1997)
- 2002-2003 Віктор (Гузенко) – Протопіп
- 2004-2005 Ростислав (Чепура) – Ієромонах

## Псаломщики
- 1903-1907 Іван Рудинський
- з 1907-1917-? Георгій Якович Усов [3]

## Церковний староста
- 1902-1906 Федір Кренев
- 1906 Іван Пашнєв